# محمد عبد الرحمن كوكبان
محمد عبد الرحمن كوكبان هو شاعر يمني. ولد عام 1889 في مدينة صنعاء من أسرة اشتهرت بالعلم والأدب والشعر. درس علوم اللغة العربية وعلوم وأصول الدين الإسلامي. جالس الشعراء فتأثر بهم. وهو يعد من أشهر شعراء الغناء الصنعاني. أجاد الشعر الحميني والحكمي. وأجاد كذلك العزف على آلة العود.